# Limnophora paneliusi
Limnophora paneliusi este o specie de muște din genul Limnophora, familia Muscidae, descrisă de Fritz Isidore van Emden în anul 1958. Conform Catalogue of Life specia Limnophora paneliusi nu are subspecii cunoscute.